# Kiss Me Quick
"Kiss Me Quick" is een nummer van de Amerikaanse zanger Elvis Presley. Het verscheen op zijn album Pot Luck uit 1962. Een jaar later, in december 1963, werd het uitgebracht als single in Europa, en op 14 april 1964 kwam het ook uit als single in de Verenigde Staten.

## Achtergrond
"Kiss Me Quick" is geschreven door Doc Pomus en Mortimer Shuman en geproduceerd door Steve Sholes. Presley nam het op 25 juni 1961 op en bracht het op 5 juni 1962 via RCA Records uit op zijn album Pot Luck. In december 1963 verscheen het als single in Europa - uitgebracht met "Elvis Presley with The Jordanaires" als artiest - op het label RCA Victor, met "Something Blue" op de B-kant. Het werd een hit met een veertiende plaats in de Britse UK Singles Chart en een derde plaats in zowel Duitsland als Noorwegen. In Nederland stond het op 3 augustus 1963 eenmalig genoteerd op de negende plaats in een voorloper van de Nederlandse Single Top 100, en in Vlaanderen werd de tweede plaats in een voorloper van de Ultratop 50 gehaald.
In 1964 verscheen "Kiss Me Quick" als single in de Verenigde Staten, met "Suspicion" op de B-kant. Deze single werd uitgebracht nadat er een succesvolle cover van "Suspicion" door de Elvis-soundalike Terry Stafford was verschenen. Het kwam niet verder dan plaats 34 in de Billboard Hot 100. Ook kwam in 1964 een ep met dezelfde titel uit in Nederland. Behalve het titelnummer stonden ook "Night Rider", "Joshua Fit the Battle" and "Judy" op de single.

## NPO Radio 2 Top 2000
| Nummer met noteringen in de NPO Radio 2 Top 2000 | '00  | '01  | '02 | '03  | '04  | '05  | '06  | '07  | '08  | '09  | '10  |
| ------------------------------------------------ | ---- | ---- | --- | ---- | ---- | ---- | ---- | ---- | ---- | ---- | ---- |
| Kiss Me Quick                                    | 1069 | 1458 | -   | 1815 | 1591 | 1311 | 1717 | 1856 | 1680 | 1490 | 1942 |

1. ↑  Een '-' betekent dat het nummer niet was genoteerd en een vetgedrukt getal geeft de hoogste notering aan.
2. ↑  2000 was het eerste jaar met een notering voor dit nummer.
3. ↑  Deze tabel is bijgewerkt tot en met de laatste editie (2024).